# Hyophorbe amaricaulis
Hyophorbe amaricaulis är en enhjärtbladig växtart som beskrevs av Carl Friedrich Philipp von Martius. Hyophorbe amaricaulis ingår i släktet Hyophorbe och familjen Arecaceae. IUCN kategoriserar arten globalt som akut hotad.
Artens utbredningsområde är Mauritius. Inga underarter finns listade i Catalogue of Life.

## Bildgalleri

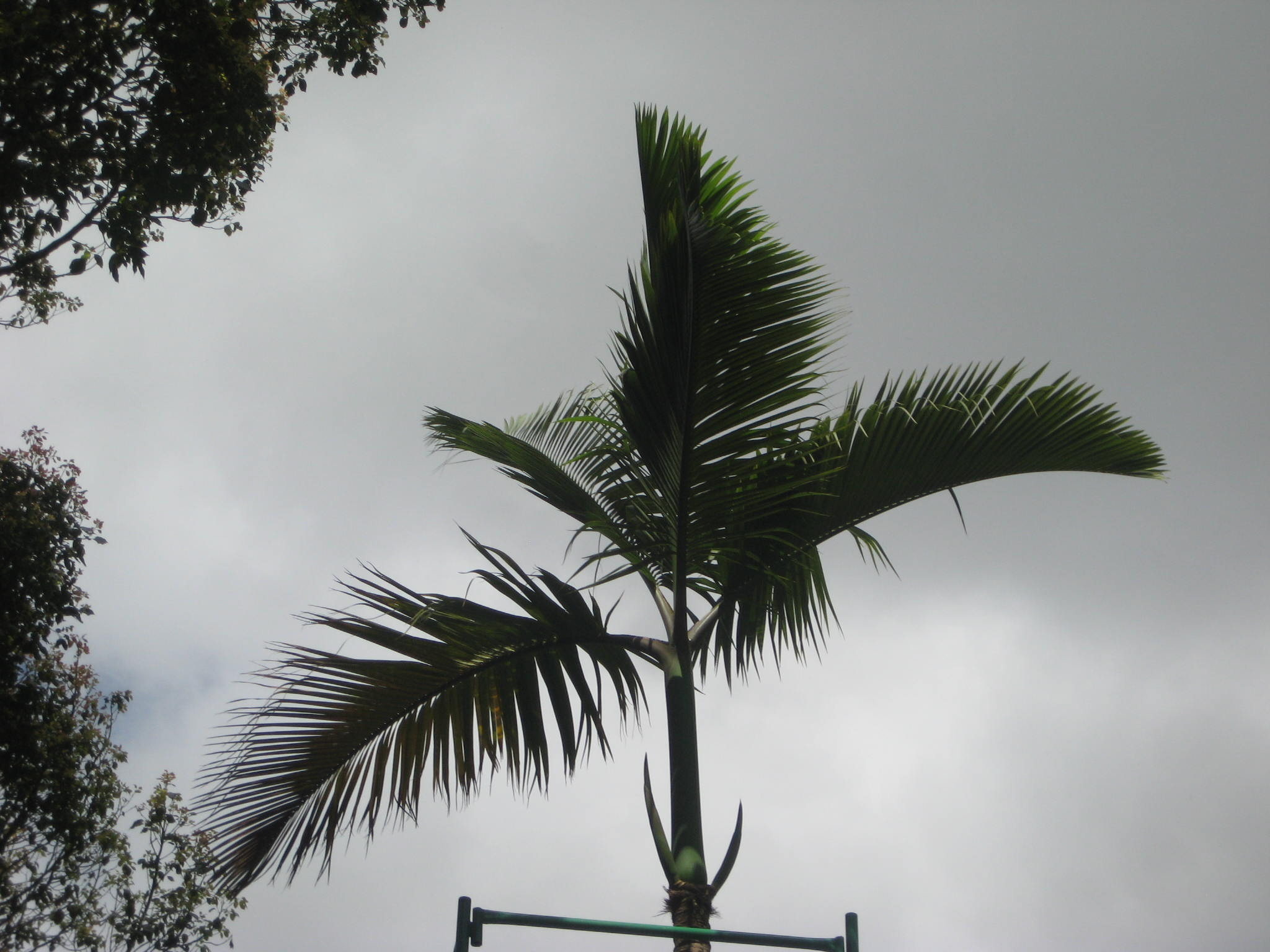